# Polarimeter to Unify the Corona and Heliosphere
Polarimeter to Unify the Corona and Heliosphere, abgekürzt PUNCH, ist eine Konstellation aus vier Mikrosatelliten, die die Sonnenkorona und die Heliosphäre untersuchen sollen. Ziel ist, die Entstehung von Sonnenwinden besser zu verstehen. Die Satelliten wurden im März 2025 gestartet und lieferten im April erste Daten. Die Mission ist Teil des Explorer-Programms der NASA.

## Missionsverlauf
Die vier etwa koffergroßen Satelliten wurden am 11. März 2025 als Rideshare-Nutzlast gemeinsam mit dem Weltraumteleskop SPHEREx auf einer Falcon 9 vom Space Launch Complex 4 der Vandenberg Space Force Base in Kalifornien gestartet. Am 14. und 16. April 2025 sahen ihre Kameras erstes Licht für die Inbetriebnahme und Kalibrierung der Systeme. Es sollte etwa 90 Tage dauern, bis die Satelliten in die richtige Orbitalformation gebracht und kalibriert sind.
Die Formation operiert in einer erdnahen, sonnensynchronen Umlaufbahn, so dass sich die Position der Sonne zu den Satelliten nicht ändert. Jeder der Satelliten nimmt Bilder des inneren Sonnensystems auf, die zu einer 3D-Aufnahme der Sonnenwinde zusammengesetzt werden sollen.

## Instrumente
Die Formation kombiniert zwei verschiedene Instrumentenarten, um die Entstehung der Sonnenwinde und ihre Ausbreitung im Sonnensystem zu beobachten:
- Narrow Field Imager (NFI): 
Einer der Satelliten erstellt mit dem NFI Nahaufnahmen der Sonne. Dabei handelt es sich um einen Koronograf, der das helle Licht der Sonne abschirmt, um Details der Korona sichtbar zu machen.

- Wide Field Imager (WFI): 
Drei der Satelliten tragen je einen WFI. Damit können Weitwinkelaufnahmen bis 45 Grad von der Sonne weg erstellt werden. Diese heliosphärischen Bildgeber beobachten den sehr schwachen äußeren Teil der Korona und die Sonnenwinde direkt.